# Astrid Schomaker
Astrid Schomaker ist eine deutsche Rechtswissenschaftlerin und hohe UN-Repräsentantin. 2024 wurde sie von UN-Generalsekretär António Guterres zur Leiterin des Sekretariats der UN-Biodiversitätskonvention (UNCBD) berufen.

## Werdegang und Wirken
Astrid Schomaker studierte Anglistik, Geschichte und Jura in Hamburg und Norwich. Sie verfügt über einen Master-of-Law-Abschluss in internationaler rechtlicher Zusammenarbeit der Freien Universität Brüssel. Danach übte sie einen kurzen Zeitraum eine Tätigkeit im akademischen Bereich an den juristischen Fakultäten der Universitäten Hamburg und Ann Arbor (Michigan) aus.

### Politisches Engagement
Ab 1992 arbeitete sie bei der Europäischen Kommission, wo sie zunächst in der Zentrale und anschließend in der Delegation der Kommission in Washington mit den Beziehungen zwischen der EU und den USA befasst war.
1999 kehrte sie nach Brüssel zur Europäischen Kommission zurück und wurde für die Zusammenarbeit mit Japan in Regulierungsfragen zuständig. Ab 2001 leitet sie das Referat für die Beziehungen zur Andengemeinschaft in der Generaldirektion für Außenbeziehungen.
Im Jahr 2004 wechselte Astrid Schomaker in die Hauptabteilung Umwelt, wo sie für eine Vielzahl von Themen zuständig wurde. Dazu zählten unter anderem bilaterale und multilaterale Beziehungen, aber auch Ozeane und Wasserwirtschaft bis hin zu allgemeiner Koordinierung und Kommunikation, Ressourceneffizienz und Wirtschaftsanalyse.
Ab 2015 war sie Ko-Vorsitzende des Lenkungsausschusses für internationale Ressourcen des Umweltprogramms der Vereinten Nationen (UNEP).
Ab 2017 wurde sie Direktorin für globale nachhaltige Entwicklung und später für grüne Diplomatie und Multilateralismus in der Umweltabteilung der Europäischen Kommission. In diesen Funktionen leitete sie unter anderem die Umsetzung der Agenda 2030 für nachhaltige Entwicklung, die Integration von Biodiversität, Umweltverschmutzung, Ressourceneffizienz und Kreislaufwirtschaft in Partnerschaften mit Entwicklungsländern, die Beziehungen zu internationalen Organisationen sowie die Zusammenarbeit mit Ländern der G20.
Im April 2024 wurde sie von UN-Generalsekretär António Guterres zur Leiterin des Sekretariats der UN-Biodiversitätskonvention (UNCBD) ernannt. In dieser Funktion leitet sie die 16. UN-Biodiversitätskonferenz in Cali (Kolumbien).

### Persönliches
Astrid Schomaker spricht fließend Englisch, Französisch sowie Deutsch, und sie verfügt über Kenntnisse in Italienisch und Spanisch.